# Anolis brooksi
Anolis brooksi — вид ігуаноподібних ящірок родини анолісових (Dactyloidae). Ендемік Панами.

## Поширення і екологія
Anolis brooksi відомі з типової місцевості, розташованої на горі Серро-Сапо в провінції Дар'єн на сході Панами. Вони живуть в тропічних лісах.